# Edie Falco
Edith "Edie" Falco (Brooklyn, New York,  5. srpnja 1963.) američka je glumica. Najpoznatija je po ulogama Carmele Soprano iz HBO-ove televizijske serije Obitelj Soprano i naslovne junakinje iz Showtimeove serije Nurse Jackie.

## Vanjske poveznice
- Edie Falco u internetskoj bazi filmova IMDb-u (engl.)